# Corinella vittata
Corinella vittata är en fjärilsart som beskrevs av M.Gaede 1930. Corinella vittata ingår i släktet Corinella och familjen tandspinnare. Inga underarter finns listade i Catalogue of Life.